# Kwigillingok
Kwigillingok és una concentració de població designada pel cens dels Estats Units a l'estat d'Alaska. Segons el cens del 2000 tenia 338 habitants.

## Demografia
Segons el cens del 2000, Kwigillingok tenia 489 habitants, 96 habitatges, i 89 famílies La densitat de població era de 6,5 habitants/km².
Dels 96 habitatges en un 60,3% hi vivien nens de menys de 18 anys, en un 74% hi vivien parelles casades, en un 8,2% dones solteres, i en un 9,6% no eren unitats familiars. En el 6,8% dels habitatges hi vivien persones soles el 6,8% de les quals corresponia a persones de 65 anys o més que vivien soles. El nombre mitjà de persones vivint en cada habitatge era de 4,63 i el nombre mitjà de persones que vivien en cada família era de 4,89.
Per edats la població es repartia de la següent manera: un 39,9% tenia menys de 18 anys, un 8,9% entre 18 i 24, un 29,9% entre 25 i 44, un 14,2% de 45 a 60 i un 7,1% 65 anys o més.
L'edat mediana era de 26 anys. Per cada 100 dones hi havia 131,5 homes. Per cada 100 dones de 18 o més anys hi havia 128,1 homes.
La renda mediana per habitatge era de 36.250 $ i la renda mediana per família de 33.250 $. Els homes tenien una renda mediana de 23.125 $ mentre que les dones 50.625 $. La renda per capita de la població era de 7.577 $. Aproximadament el 28,8% de les famílies i el 34,7% de la població estaven per davall del llindar de pobresa.

## Poblacions més properes
El següent diagrama mostra les poblacions més properes.